# Zabrane, Malîn
Zabrane (în ucraineană Забране) este un sat în comuna Lukî din raionul Malîn, regiunea Jîtomîr, Ucraina.
Localitatea face parte din regiunea istorică Volânia, iar după tratatul de pace de la Riga din 1921 a devenit parte a Uniunii Sovietice.

## Demografie
Componența lingvistică a localității Zabrane
     Ucraineană (94,44%)
     Rusă (4,94%)
     Alte limbi (0,62%)
Conform recensământului din 2001, majoritatea populației localității Zabrane era vorbitoare de ucraineană (94,44%), existând în minoritate și vorbitori de rusă (4,94%).